# CZ 75 D緊湊型手槍
CZ 75 D緊湊型（英語：CZ 75 D Compact）是一款由捷克斯洛伐克（現捷克共和國）槍械製造商烏爾斯基·布羅德兵工廠所設計及生產的緊湊型半自動手槍，是CZ 75手槍的緊湊及铝合金底把型；該槍還將手動保險修改為待擊解脫桿（英語：Decocking lever），並且在槍管以下設有用於連接戰術附件（比如雷射瞄準器或戰術燈）的皮卡汀尼導軌。扳機護環的形狀和握把的凹槽可讓射手穿戴手套以下射擊。它適用於長期配備和50公尺距離的瞄準射擊。發射9×19毫米口徑手枪子彈。

## 歷史
捷克CZ公司以其出色的產品在國際輕武器市場上享有很高的聲譽，其手槍領域的代表作CZ 75半自動手槍於1975年一經推出，立即好評如潮，成為手槍中的經典，各國仿製品也層出不窮。CZ公司同樣利用產品影響力，推出該槍的諸多衍生型號，如CZ 75B、CZ 75緊湊型、CZ-75PCR警用緊湊型、CZ 75BSA以至本文的CZ 75 P-01等數十個型號，儼然自成體系。

## 設計細節
CZ 75 D緊湊型是一把採用了槍管短行程後座作用的半自動手槍。它裝有後膛閂鎖閉鎖式系統，以及一根擺式槍管，在槍管以上的閉鎖肋與槍栓以內的凹槽接合以實現。它配備了雙動式（DA）操作扳機機構。武器控件（套筒、分解桿、待擊解脫桿和彈匣釋放按鈕）都很明顯。
該槍配備了大容量、雙排單進式彈匣，容量為14發。底部配備了橡膠墊。主要裝填9×19公釐帕拉貝倫彈。
機械瞄具配有三個（照門兩個而準星一個）用於可見度低旳發光點。另可通過在燕尾槽內橫移以調節照門的風偏。
保險功能：
- 撞針保險：如果並未扣下扳機，撞針擋塊會防止其運動。例如，當武器上膛而掉落時，這可防止其因掉落而走火。
- 擊錘保險：當手動拉下擊錘時，防止其因撞擊等因素鬆脫而回轉擊發。
- 待擊解脫桿：可安全地讓擊錘從完全待擊的狀態降至相對地安全的「半待擊」狀態（所謂的靜止位置）。
- 扳機護環：握持該槍時，防止手槍意外扣下扳機。

每把手槍在槍管以上，底把以上和末端都刻有序列號。該槍通常配有啞光非反光表面處理。

## 用戶
CZ 75 D緊湊型的衍生型：PČR緊湊型（PČR意為：捷克警察）由捷克共和國警方所使用，自2001年以來逐漸取代舊式CZ 75和CZ 85半自動手槍，以至某部份組件已經過時、而且本來是軍用手槍的Vz. 82；捷克警察共購入了46,000把CZ 75 D PČR緊湊型手槍，附帶其備用彈匣和塑料槍套，以及用於維護和清潔槍支的工具。其衍生型也向私人所有者出售。

## 資料來源
1. 1 2 3 4 5 6  ČESKÁ ZBROJOVKA. CZ 75 D COMPACT - Návod na použití pro ozbrojené složky [online]. 2019. Dostupné online.

## 外部連結
- （英文）—CZ Official Website—CZ 75 D COMPACT
- （捷克文）—Zpráva ČTK（页面存档备份，存于）
- （捷克文）—4shooters
- （简体中文）—槍炮世界—CZ 75 D Compact手枪（页面存档备份，存于）
  - CZ 75D PČR Compact手枪（页面存档备份，存于）